# 日比谷映画
日比谷映画（ひびやえいが）は、東京都千代田区東宝会館内で東宝が所有していた映画館。
1934年（昭和9年）2月1日に「日比谷映画劇場」として開館。場所は現在のTOHOシネマズシャンテ、合歓の広場、そして東宝日比谷ビル（通称 日比谷シャンテ）の一部敷地内であった。
日比谷映画劇場の閉館後、1957年（昭和32年）4月に開館された東宝会館内の邦画専門館「千代田劇場」を改称し1984年（昭和59年）10月に「日比谷映画」として開館。2005年（平成17年）4月8日に閉館し、現在は建て替えを行いシアタークリエとして営業。

## 歴史
- 1933年7月5日 - 地鎮祭
- 1934年1月24日 - 東京宝塚劇場本社が入居。
- 1934年2月1日 - 現在の東宝日比谷ビル敷地内に「日比谷映画劇場」開館[1][2]
- 1934年2月1日 - 東宝ニュースを朝日新聞社と提携して製作、定期的上映、日本のニュース映画の定期上映は最初の試みとして注目をあびる
- 1935年3月14日 - 東京宝塚劇場本社を日本劇場4階に移転。
- 1936年3月4日 - ワーナー「真夏の夜の夢」特別公開、日本最初のロードショー。
- 1957年4月14日 - 東宝会館（東宝本社ビル）が完成し「千代田劇場」「みゆき座」開館[1]
- 1962年11月26日 - 日比谷映画劇場で“草加次郎事件”発生
- 1977年7月 - 日比谷映画劇場をメインに上映予定だった『ブラック・サンデー』が上映中止となる
- 1984年11月11日 - 「日比谷映画劇場」が閉館。この日に合わせ『生まれて半世紀! さよならフェスティバル』が行われ『風林火山』が最終上映作となった。これにともない同年10月27日より「千代田劇場」が「日比谷映画」に改称[1]
- 2005年3月31日 - 東宝会館の老朽化による建て替えのため「みゆき座」閉館[1]
- 2005年4月1日 - 東京宝塚ビル地下2階の「日比谷スカラ座2」が「みゆき座（後のTOHOシネマズみゆき座→TOHOシネマズ日比谷スクリーン13）」へ改称[1][3]
- 2005年4月8日 - 東宝会館の老朽化による建て替えのため「日比谷映画」閉館[1]。71年間続いた日比谷映画の名称が消滅する。
- 2007年10月 - 東宝会館跡地に東宝保有の劇場「シアタークリエ」ビル完成、同ビル内に映画館はない。

## データ
| 施設名                  | 所在地                       | 現況                              | 観客定員数                            |
| ----------------------- | ---------------------------- | --------------------------------- | ------------------------------------- |
| 日比谷映画劇場          | 東京都千代田区有楽町1丁目2-2 | 東宝日比谷ビル （日比谷シャンテ） | 1,740席（1934年） ↓ 1,375席（1984年） |
| 千代田劇場 ↓ 日比谷映画 | 東京都千代田区有楽町1丁目2-1 | シアタークリエ レム日比谷         | 720席（1957年） ↓ 648席（2005年）     |

## 特徴
- 1934年（昭和9年）、関東大震災で被災、移転した東京大神宮跡地に日比谷映画劇場が完成。特徴的な円形の建物にドームを架けた構造は、小林一三の建築費を安くして外観を風変わりにしようとする考えによるもの。設計は阿部美樹志[4]。トーキー映画への移行期であったことから、完成当初から音響を意識した設備が整えられていた[5]。
- アクション、サスペンスの洋画を中心に上映、70mmシネラマの映写設備が存在した時期もあった。東宝洋画系公開のチェーンのチェーンマスター。チェーンマスターの機能は「TOHOシネマズ有楽座」（2005年4月9日 - 2015年2月27日）を経て、「TOHOシネマズ日本橋」（室町古河三井ビルディング内）及び「TOHOシネマズ日比谷」（東京ミッドタウン日比谷内）へと集約されている。定員648人。
- 1998年（平成10年）1月18日、老朽化による建て替えのため東京宝塚ビル閉鎖後は同ビル内にある映画館「日比谷スカラ座（後のTOHOシネマズスカラ座→TOHOシネマズ日比谷スクリーン12）」のチェーンマスターの代替機能を請け負っていた。
- 旧「日比谷映画劇場」のチェーンマスターの機能は「日本劇場（2代目）」・「日劇プラザ」、「日劇1・3」から「TOHOシネマズ日劇スクリーン1・3」を経てTOHOシネマズ日比谷へ、邦画専門館「千代田劇場」のチェーンマスターの機能は「日劇東宝」、「日劇2」から「TOHOシネマズ日劇スクリーン2」を経てTOHOシネマズ日比谷へと引き継がれている。

## 旧「日比谷映画劇場」時代（1934年2月 - 1984年10月）の主な上映作品

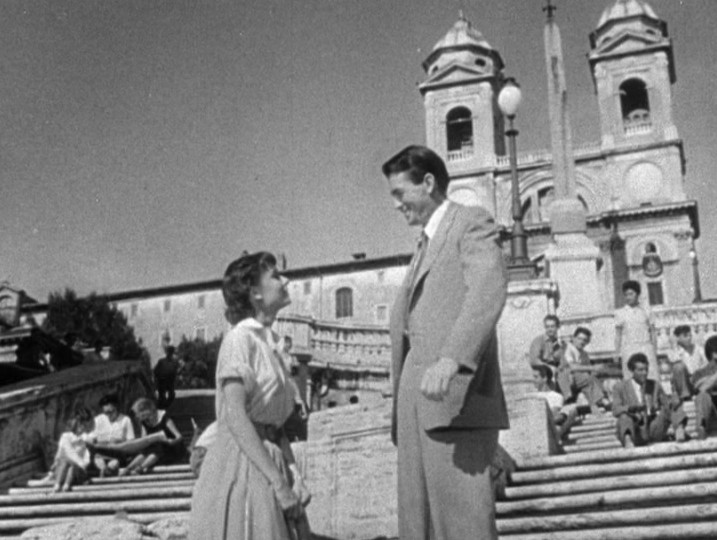
日比谷映画劇場時代の1954年4月27日に封切られた『ローマの休日』（監督ウィリアム・ワイラー、1953年）。主演のオードリー・ヘプバーン（写真左）とグレゴリー・ペック

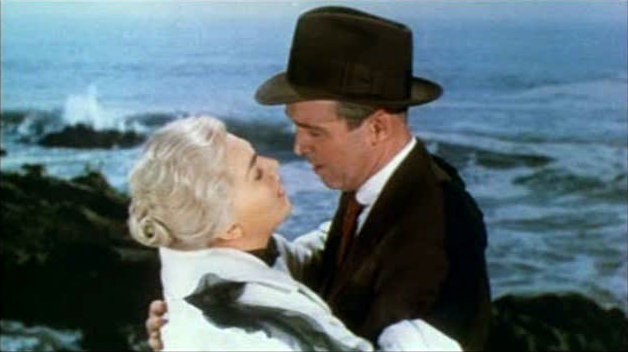
1958年公開のアルフレッド・ヒッチコック監督作『めまい』のキム・ノヴァク（写真左）とジェームズ・ステュアート

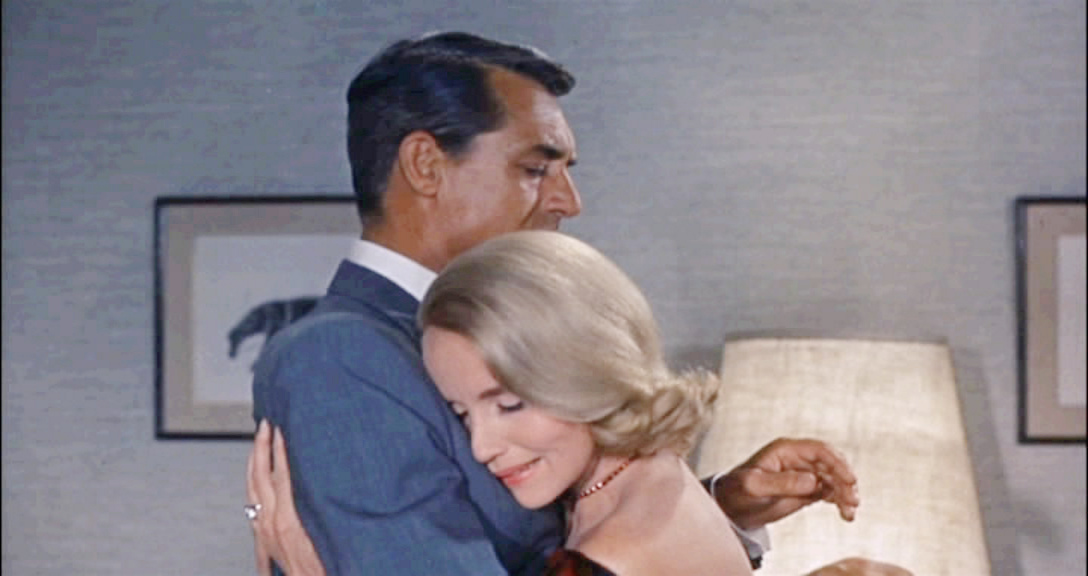
ヒッチコック作品『北北西に進路を取れ』（1959年）のケーリー・グラント（写真左）とエヴァ・マリー・セイント

- 南の哀愁&ウィンナ・ワルツ（1934年、オープニング上映作品）
- ベンガルの槍騎兵（1935年）
- 真夏の夜の夢（1936年）
- 結婚設計図（1936年）
- セイルムの娘（1937年）
- オーケストラの少女（1937年）
- スタア誕生（1938年）
- 迷える天使（1946年）
- 石の花（1947年、ソ連初のカラー映画）
- 逢びき（1948年）
- 美女と野獣（1948年）
- ヒット・パレード（1951年）
- 第三の男（1952年）
- ローマの休日（1954年）
- 麗しのサブリナ（1954年）
- 標高八、一二五メートル マナスルに立つ（1956年）
- ジャイアンツ（1956年）
- めまい（1958年）
- ヴァイキング（1958年、この映画の公開が、日本におけるバイキングレストランの由来になったとされている）
- 北北西に進路を取れ（1959年）
- ガンヒルの決斗（1959年）
- サイコ（1960年）
- 史上最大の作戦（1962年）
- ジェームズ・ボンド シリーズ
  - 007は殺しの番号（1963年） - 007 オクトパシー（1983年）
- 華麗なる賭け（1968年）
- シシリアン（1970年）
- 続エマニエル夫人（1975年）
- O嬢の物語（1976年）
- グリズリー（1976年）
- 不毛地帯（1976年、先行上映）
- 犬神家の一族（1976年、先行上映）
- 人間の証明（1977年）
- 野性の証明（1978年）
- ナイル殺人事件 (1978年の映画)（1978年）
- ベルサイユのばら（1979年）
- テン -10-（1980年）
- 影武者（1980年）
- バトルクリーク・ブロー（1980年）
- レイジング・ブル（1981年）
- ヤングマスター 師弟出馬（1981年）
- キャノンボール（1981年）
- ランボー（1982年）
- 南極物語（1983年）
- 刑事物語2 りんごの詩（1983年）
- スカーフェイス（1984年）
- ストリート・オブ・ファイヤー（1984年）
- スプラッシュ（1984年、最終ロードショー作品）